# Biblioteca comunale Dionisio Roberti
La Biblioteca Comunale Dionisio Roberti si trova a Sansepolcro, con sede nel Palazzo Ducci-Del Rosso. Tra le più antiche biblioteche comunali italiane, si caratterizza per la presenza di un significativo fondo antico, particolarmente ricco di edizioni dei secc. XVI/XVIII, e per una sezione che raccoglie studi su Piero della Francesca e sull'arte del Rinascimento italiano.

## Storia
L'interesse del comune di Sansepolcro di dotarsi di una propria biblioteca è assai antico e matura nell'ambito della cultura umanistica ampiamente diffusa tra il gruppo dirigente e il ceto intellettuale locali della seconda metà del XV  secolo. Questa intenzione è manifestata già nel 1468, quando alla vedova di Iacopo Anastagi è vietata la vendita dei manoscritti di proprietà del defunto marito per poterne fare “libraria et biblioteca in terra nostra”. Tuttavia la cosa non aveva avuto seguito e per i secoli successivi non si conosce nulla, al momento, sulla esistenza di una biblioteca pubblica a Sansepolcro.

### Dalle origini alla metà del XX secolo
Come molte biblioteche comunali italiane, anche quella di Sansepolcro nasce nel clima del riformismo settecentesco, caratterizzato anche da numerosi interventi di riforma o soppressione da parte dello Stato nei confronti degli ordini religiosi.  L'origine dell'attuale Biblioteca Comunale Dionisio Roberti, infatti, è da individuare nel 1774, quando il commissario governativo incaricato della liquidazione dei beni degli otto collegi soppressi dei Gesuiti in Toscana, conte Federico  Barbolani da Montauto, propone che, per comodità dei maestri delle scuole e del pubblico, vengano assegnate al comune le aule delle scuole e la biblioteca del collegio (il cui fondo costituisce ancora oggi una della più interessanti componenti del fondo antico della Biblioteca Comunale). Ancora nel 1812, però, i libri sono conservati nella vecchia sede e il comune si dichiara non disposto a sostenere le spese per l'allestimento di una sede a sé stante per la biblioteca. Il 9 settembre 1830 il comune affida alla neonata Imperiale e Reale Accademia della Valle Tiberina Toscana di scienze, lettere ad arti economiche la gestione del proprio patrimonio librario, affinché sia di pubblica utilità.
A seguito della soppressione degli ordini e delle congregazioni religiose da parte del governo italiano nel 1866 a Sansepolcro un notevole patrimonio culturale – architettonico, artistico e bibliografico – diventa di proprietà comunale. In questo modo si formano la Pinacoteca Comunale, che sviluppa la collezione d'arte già da tempo avviata nella sede del comune, e la Biblioteca Comunale amplia in maniera considerevole il proprio patrimonio libraio, aggiungendo al vecchio fondo gesuitico quelli dei conventi e dei monasteri soppressi nel 1866. Questo notevole accrescimento quantitativo e qualitativo fa sviluppare nell'amministrazione comunale una nuova sensibilità verso il problema della biblioteca comunale, ufficialmente costituita con delibera del consiglio comunale il 27 maggio 1870, quando viene approvato un regolamento composto da diciassette articoli. Il 28 giugno 1870 il Ministero della Pubblica istruzione sollecita il Comune di Sansepolcro a non procrastinare l'apertura della biblioteca a oltre il 4 luglio seguente e il 14 ottobre 1870 è nominato bibliotecario l'avv. Lorenzo Coleschi.
Negli anni seguenti la biblioteca arricchisce il proprio patrimonio grazie a significative donazioni: l'11 dicembre 1871 il concittadino senatore Giovanni  Battista Collacchioni dona numerosi libri; il 4 novembre 1872 la contessa Wylling, moglie del cav. Odoardo van Couelebroek, ministro plenipotenziario del Belgio a Madrid, fa omaggio di molti volumi; nel 1892 il re d'Italia, Umberto I dona un libro sulle campagne militari di Eugenio di Savoia. Nel 1889 il patrimonio librario è stimato in 14.000 volumi; tale patrimonio è incrementato nel 1895 con l'acquisizione della biblioteca della cessata Regia Accademia della Valle Tiberina Toscana (1830-1895).
È, dunque, con la confisca del patrimonio ecclesiastico che il comune acquisisce un fondo bibliografico di una entità non trascurabile, né sul piano della quantità né su quello della qualità. I libri e i manoscritti che vanno costituire la biblioteca comunale provengono dalle numerose case religiose di Sansepolcro (Frati Minori, Frati Minori Conventuali, Servi di Maria, Camaldolesi, monache Cappuccine e Clarisse) e dai conventi dei Cappuccini del Paradiso e di Montecasale, entrambi nel territorio comunale. Nel tempo, a questi si aggiungono i volumi appartenuti all'Accademia della Valle Tiberina Toscana, fondata nel 1830 e per alcuni decenni depositaria della biblioteca pubblica. La prima sede è collocata nel monumentale ex convento dei Servi di Maria, ma nel 1886 si decide il trasferimento a Palazzo Aggiunti.
Nel 1905 viene redatto un nuovo regolamento della Biblioteca Comunale e nel 1912, quando si pensa di trasferire la sede nei locali in precedenza occupato dall'Orfanotrofio Maschile "Franceschi - Marini", è nominato bibliotecario il prof. don Giuseppe Tricca, docente nel Seminario Vescovile cittadino. Nel 1913 il bibliotecario Tricca, coadiuvato da Giulio Guerrini, procede al riordino del materiale librario.
Negli anni seguenti emerge gradualmente il problema della sede e nel 1935 il ministero dell'educazione nazionale invita il podestà a dotare la biblioteca di locali più idonei. Nei decenni successivi la sistemazione rimane pressoché la stessa, con interventi di manutenzione ordinaria e lievi migliorie che negli anni '60 porteranno alla seguente sistemazione: ingresso dall'attuale ingresso al Museo Civico - Pinacoteca Comunale in Via Niccolò Aggiunti, ufficio del bibliotecario e servizi igienici nella sala a destra della scalinata d'ingresso, biblioteca nell'attuale salone denominato Sala Santi di Tito. Negli ambienti attigui, con ingresso dal giardino, trovano spazio l'archivio storico comunale, in due sale, e quattro salette di studio.
Tra i bibliotecari celebri del primo secolo di vita della storia della biblioteca si ricordano l'avv. Lorenzo Coleschi (1823-1897), in servizio dal 1870, e il prof. mons. Ivano Ricci (1885-1966), in servizio dal 1930, entrambi autori di importanti studi sulla storia cittadina.

### Lo sviluppo nel secondo dopoguerra
Nel secondo dopoguerra l'amministrazione comunale comincia a interessarsi della biblioteca. Così, nel marzo 1952 la giunta municipale chiede alla presidenza del consiglio dei ministri di interessare l'amministrazione del demanio dello Stato alla cessione al comune di tutto il Palazzo delle Laudi, in proprietà o in uso perpetuo, da abidire a sede di tutti gli uffici municipali, della Biblioteca Comunale e degli archivi storici. La scelta è dettata da motivi di prestigio – il palazzo presenta caratteristiche architettoniche notevoli, che ne fanno l'immagine più rappresentata nelle cartoline illustrate del tempo – e non ancora da motivi funzionali: infatti, si pensa a una sede promiscua con gli uffici comunali, oltre che con gli archivi storici. Nel febbraio 1958 il consiglio comunale delibera l'acquisto, dalla Cassa di Risparmio di Firenze, dei locali del Palazzo Comunale adibiti a Pinacoteca Comunale (la sala retrostante quella di Piero della Francesca e le altre cinque stanzette, quelli dell'ex Monte di Pietà e i tre vani utilizzati ad abitazione, in aggiunta al cortile) per la somma di lire 4.500.000. Nei locali l'amministrazione prevede la definitiva sistemazione della pinacoteca e della biblioteca comunali. Il consiglio, inoltre, decide di assegnare alla Pretura Mandamentale di Sansepolcro, su richiesta del Ministero di Grazia e Giustizia, alcuni locali del Palazzo Pretorio, riservando le sale del Palazzo della Residenza come sede dell'archivio storico comunale e di quello mandamentale (l'odierno archivio giudiziario). Sempre nel 1958 l'amministrazione comunale assume un messo con funzioni di custode della biblioteca. Nel volgere di pochi anni viene maturata la coscienza della necessità di una sede adeguata e autonoma per la biblioteca e gli archivi – intesi sempre quasi come un corpo unico – distinta da quella degli uffici, ma anche dalla pinacoteca. Dopo il trasferimento della residenza municipale e degli uffici a Palazzo delle Laudi nel 1959, l'antico Palazzo della Residenza viene definitivamente destinato a sede della Pinacoteca Comunale. Poco dopo, nel gennaio 1961, eseguendo una delibera del 30 giugno 1961, l'amministrazione comunale acquista il Palazzo Ducci – Del Rosso da utilizzare per la Biblioteca Comunale e come sala convegni. Si tratta di una sede senza dubbio prestigiosa e sufficientemente capiente per accogliere il patrimonio bibliografico e archivistico comunale.
Intanto, comincia a crescere l'attenzione verso il patrimonio archivistico e documentario più antico: nel dicembre 1966, ad esempio, l'Accademia degli Sbalzati organizza una mostra di incunaboli e documenti di storia locale proprio presso la Biblioteca Comunale, i cui spazi sono però ancora quelli del Palazzo della Residenza. Mentre proseguono i lavori di adeguamento del Palazzo Ducci – Del Rosso l'amministrazione decide di potenziare l'organico della biblioteca con la nomina di un direttore che, nel novembre 1972, viene scelto tramite concorso nella persona del dott. Francesco Comanducci. Il 28 marzo 1975 il consiglio comunale approva un nuovo regolamento per la biblioteca e istituisce il Consiglio della Biblioteca e della Pinacoteca, organismo che gestisce i due enti in nome del Comune.
Terminato il trasferimento del patrimonio librario dal Palazzo della Residenza al Palazzo Ducci – Del Rosso, il 13 dicembre 1975 si tiene la cerimonia di inaugurazione del Museo Civico e della Biblioteca Comunale, alla presenza del ministro per i beni culturali on. prof. Giovanni Spadolini, del pittore Renato Guttuso, del sindaco Ottorino Goretti, del vescovo di Sansepolcro mons. Telesforo Giovanni Cioli, della soprintendente ai beni ambientali, architettonici, artistici e storici di Arezzo dott.ssa Margherita Lenzini e di numerose altre autorità. Nel 1977 la Biblioteca Comunale acquisisce anche le competenze e il materiale archivistico e d'ufficio dell'Istituto Nazionale per la Documentazione sull'Immagine (INDIM), la cui attività non trova però continuità. In tal modo la Biblioteca assume funzioni di organismo promotore e coordinate dell'attività culturale promossa dal comune e questo da un lato la rende un punto di riferimento costante nella vita culturale e sociale cittadina, ma dall'altro ne distrae le competenze. Nel tempo la biblioteca è cresciuta grazie agli acquisti promossi direttamente, prima dall'amministrazione comunale poi dall'Istituzione, ma anche grazie a donazioni di privati. Tra le più recenti si ricordano quelle del prof. Gino Franceschini nel 1974 e del prof. Franco Alberti in vari anni tra la fine del XX secolo e gli inizi del XXI.
Nel corso degli anni '90 del secolo scorso le minori disponibilità economiche riducono le nuove acquisizioni, per cui la biblioteca vede diminuire il numero di utenti e di prestiti. Per rilanciare l'attività del prestigioso organismo culturale, il 9 febbraio 1998 il consiglio comunale approva la costituzione dell'Istituzione culturale “Biblioteca-museo della città di Sansepolcro”, che avvierà la propria attività il 1º aprile.
Nel novembre 2004 la dott.ssa Mariangela Betti è nominata direttrice della Biblioteca Comunale e del Museo Civico, in sostituzione del dott. Francesco Comanducci, ritirato per raggiunti limiti di età. L'Istituzione è stata presieduta dal prof. Attilio Brilli (1998-2005), dalla dott.ssa Catia Del Furia (2005-2007) e dal prof. Daniele Piccini (2007-2016). Nel dicembre 2016 è stata soppressa e l'amministrazione comunale ha ripreso la gestione della biblioteca in maniera diretta.
Il 3 aprile 2012 la giunta municipale ha deliberato l'intitolazione della Biblioteca Comunale al nome di Dionisio Roberti (alias Dionigi dal Borgo o dal Borgo Sansepolcro), fate agostiniano e poi vescovo di Amalfi, teologo e letterato, nato a Sansepolcro e morto a Napoli nel 1342, ben noto alla storia della letteratura italiana per i suoi profondi rapporti spirituali e intellettuali con Francesco Petrarca.

### I direttori
Nel 1972 il Comune di Sansepolcro istituisce la figura professionale del direttore della Biblioteca Comunale, fino a quel momento affidata a un bibliotecario. Primo direttore è il dott. Francesco Comanducci. Questi i direttori succedutisi nel tempo:
- dott. Francesco Comanducci, 1972-2004.
- dott.ssa Mariangela Betti, 2004-2016.
- dott.ssa Maria Cristina Giambagli, 2017-2024.
- dott.ssa Silvia Veri, facente funzioni dal 2024.

## Patrimonio librario
La biblioteca si compone di poco più di 50.000 volumi. Di particolare interesse la sezione locale e il fondo pierfrancescano.
All'interno del fondo antico si presentano di notevole rilievo i 200 manoscritti, i 42 incunaboli e le numerose edizioni dei secoli XVI (1.689), XVII (1.831) e XVIII (1.799). La biblioteca possiede inoltre un piccolo fondo pergamenaceo consistente in 25 unità di varia produzione e provenienza.

## Servizi all'utenza
La biblioteca effettua il servizio di prestito librario. Il servizio è completamente gratuito ed è possibile prelevare 3 volumi, 3 risorse elettroniche (DVD, VHS, ...) o 3 documenti in prestito interbibliotecario per un totale di 9 documenti da prendere in prestito contemporaneamente per la durata di 30 giorni.
La Biblioteca offre anche i seguenti servizi all'utenza: riproduzione dei documenti posseduti mediante fotocopie, stampe da scanner digitale, file da scanner digitale e riproduzioni con macchina fotografica digitale, prestito interbibliotecario, lettura in sede, collegamento a Internet, richieste di acquisti, MediaLibraryOnLine, didattica in Biblioteca (regolare attività di educazione alla lettura per bambini in spazi appositamente arredati).
Dal 10 maggio 2013 ha preso avvio il progetto Bibliocoop, nell'ambito di un protocollo d'intesa fra Regione Toscana e Unicoop Firenze che prevede l'istituzione di luoghi da destinare ai servizi delle biblioteche comunali toscane per la realizzazione di attività ed iniziative di promozione della lettura e della cultura. Nel punto Bibliocoop della città, in Viale Osimo, sono attivi i servizi di iscrizione alla biblioteca, prestito locale e consultazione dei volumi presenti negli scaffali. In assortimento si possono trovare libri di narrativa, gialli, tempo libero, turismo e viaggi, libri per ragazzi e letteratura rosa.